# Gartendenkmal
Ein Gartendenkmal ist eine unter Denkmalschutz stehende Grünanlage, eine Garten- oder Parkanlage, ein Friedhof, eine Allee oder ein sonstiges Zeugnis der Garten- und Landschaftsgestaltung. Zu einem Gartendenkmal gehören sein Zubehör und seine Ausstattung, soweit sie mit dem Gartendenkmal eine Einheit von Denkmalwert bilden. Um deren Belange kümmert sich die Gartendenkmalpflege.
Beispiele finden sich in der Kategorie Gartendenkmal.